# سینما جی
سینما جی یک سینما در تهران است.
این سینما که دارای سه سالن می‌باشد در سال ۱۳۴۴ تأسیس شده و در خیابان قزوین، خیابان سبحانی، نبش خیابان فلاح قرار دارد.